# Ga Sungui
Ga Sungui (Tiếng Hàn: 숭의역, Hanja: 崇義驛) là ga tàu điện ngầm trên Tuyến Suin–Bundang, nằm ở Sungui-dong, Michuhol-gu, Incheon. Ban đầu nó được khai trương vào năm 1937 và bị bãi bỏ vào năm 1973, và tại thời điểm bị bãi bỏ, tên là Ga Namincheon (남인천역). Tên ga phụ của Ga Sungui là Bệnh viện Đại học Inha và gần đó có bệnh viện trực thuộc Trường Y Đại học Inha.

## Lịch sử
- 5 tháng 8 năm 1937: Bắt đầu kinh doanh với tên gọi Ga cảng Incheon (ga cấp)[2]
- 1 tháng 6 năm 1948: Đổi tên ga thành Ga Suin (水仁驛)[3]
- 1 tháng 7 năm 1955: Đổi tên ga thành Ga Namincheon (南仁川驛)[4]
- 14 tháng 7 năm 1973: Bị hủy bỏ do ngừng tuyến Namincheon và Songdo[5]
- 27 tháng 2 năm 2016: Thông báo mở lại ga Sungui do mở lại tuyến Suin giữa Songdo ~ Incheon[6][7]
- 29 tháng 5 năm 2020: Sửa đổi điểm đầu và khoảng cách theo sửa đổi của bảng khoảng cách đường sắt.[8]
- 12 tháng 9 năm 2020: Kết nối trực tiếp với tuyến Bundang với việc mở đoạn Suwon ~ Oido
- 12 tháng 9 năm 2020: Số nhà ga được đổi thành K270 do mở Tuyến Suin–Bundang

## Bố trí ga
| ↑ Đại học Inha |
| \| １          |
| Sinpo ↓        |

| １ | ●Tuyến Suin–Bundang | → Hướng đi Sinpo · Incheon →                         |
| ２ | ●Tuyến Suin–Bundang | ← Hướng đi Oido · Suwon · Seonjeongneung · Wangsimni |

## Xung quanh nhà ga
- Bệnh viện Đại học Inha
- Nhà máy CJ CheilJedang Incheon 1
- Yonghyeon Xlu Tower APT
- Yong Hyun Woo APT
- Trạm xe buýt liên thành phố Yonghyeon-dong (Sincheon-dong, hướng Suwon)
- Sân vận động bóng đá Incheon
- Trung tâm Hội nghị Công viên Arena
- Cảng Incheon
- Cảng vụ Incheon
- Bệnh viện Huyndai Ubis
- Đường cao tốc vành đai 2 vùng thủ đô Seoul
- Sungui Rotary
- Văn phòng quận Ongjin Tòa nhà phụ